# ヴェッキオ・アマーロ・デル・カーポ

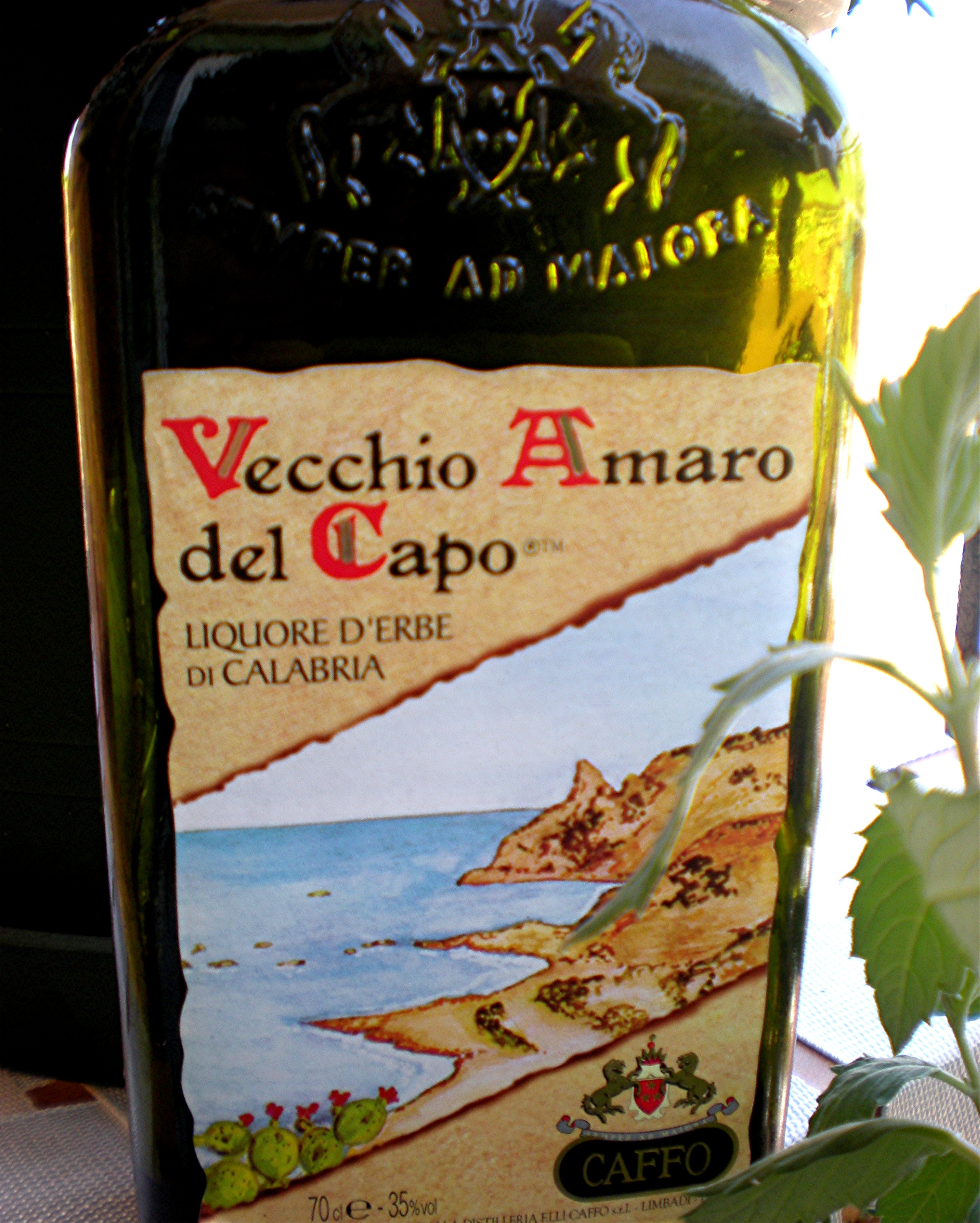
ヴェッキオ・アマーロ・デル・カーポのボトル

ヴェッキオ・アマーロ・デル・カーポ（イタリア語: Vecchio Amaro del Capo）は、イタリアのカッフォ社（リンバーディ）のアマーロ（リキュール）の銘柄。イタリア国内で最も売れているリキュールである。

## 概要
アマーロは薬草に由来する苦みを含んだイタリア産ビター系スピリッツの総称であり、古代には薬酒としても飲まれていたリキュールである。薬草、香草、樹皮、植物の根、スパイスなどを浸漬するのだが、それらの配合や製法はメーカーによってさまざまで、色合い、甘み苦みのバランスも多様である。
ヴェッキオ・アマーロ・デル・カーポは29種類のハーブや柑橘類などを使用して製造されている。使用されるハーブ類はそれぞれ収穫時期が異なるため、通年にわたり収穫を行っており、各ハーブ類の個性を最大限に生かし、より新鮮な香りをつけるために収穫後はすぐに浸漬液に漬け込まれている。

## 飲用シーン
一般的にイタリアでは、アマーロは冷凍庫でマイナス20度まで冷やし、冷えたショットグラスに注いでストレートで飲むのが定番となっている。胃の働きを活性化させて消化を助けると言われており、食後酒として最適とされる。
ヴェッキオ・アマーロ・デル・カーポも食後酒として飲まれるが、食前酒として飲まれたり、トニックウォーターやグレープフルーツジュースなどで割って食中酒としても飲用されている。
ブランデー、ジン、ウォッカ、コニャックなどと合わせてカクテルとしても利用される。

## 味わい
多数あるアマーロの中で、ヴェッキオ・アマーロ・デル・カーポは比較的にライトな味わいであり、苦さより甘さの方が強く、ハーブの爽やかさや植物の根っこ系の風味とのバランスが良いとされる。香りは複雑で、ミント、アニス、リコリス、オレンジピール、鼈甲飴、穀物などに例えられる。舌触りはとろりとしており、ハーブキャンディに例えられるような甘さ、ほろ苦さ、スパイシーがあり、喉の奥からは柑橘系の爽やかさも湧き上がってくる。